# Hyphessobrycon schauenseei
Hyphessobrycon schauenseei är en fiskart som beskrevs av Fowler 1926. Hyphessobrycon schauenseei ingår i släktet Hyphessobrycon och familjen Characidae. Inga underarter finns listade i Catalogue of Life.